# Tethyshadros
Tethyshadros — вид гадрозавроморфних динозаврів, що жив у часи пізньої крейди на Європейському архіпелазі на території сучасної Італії. Типовий і єдиний вид — Tethyshadros insularis.  

## Етимологія
Родова назва вказує на океан Тетіс і на Hadrosauroidea; видова назва означає «острівний» латиною.

## Опис
Спочатку вважалося, що Tethyshadros був карликовим гадрозавроподібним. Вціліла частина голотипу має довжину 3,6 метра, у зразка відсутній лише кінчик хвоста. Довжина хвоста, включаючи незбережену частину, пізніше була оцінена у 2,5 метри, в результаті чого загальна оціночна довжина тіла тварини становила 4,5 метри, хоча існує думка, що це завищена цифра. Хоча спочатку вважалося, що голотип Антоніо представляв дорослу особу, пізніше гістологічні дослідження його кісток показали, що він був підлітком. Бруно, який на 15-20 % більший за Антоніо, виявився дорослим і демонстрував ознаки статевої зрілості, такі як міцніший череп і більш виразні пропорції. Вагу Антоніо оцінюють у 338 кілограмів, а Бруно — у 514—584 кілограми.